# 兵庫県立西宮病院
兵庫県立西宮病院（ひょうごけんりつにしのみやびょういん）は、兵庫県西宮市六湛寺町にある県立病院である。医師の卒後臨床研修指定病院でもある。
兵庫県と西宮市の連携により、2026年7月に西宮市立中央病院と統合し、アサヒビール西宮工場跡地（西宮市津門大塚町）で新たに「兵庫県立西宮総合医療センター（仮称）」として開院する予定である。

## 沿革
- 1936年1月 - 兵庫県立西宮懐仁病院として現在地に開院。
- 1960年9月 - 兵庫県立西宮病院と改称。
- 1961年4月 - 総合病院になる。
- 1972年4月 - 腎移植センター設置。
- 1994年10月 - 腎移植センターが近畿地区の腎移植センターとして指定を受ける。
- 1995年10月 - 隣接の西宮警察署跡地に新本館が完成。
- 2003年4月 - 臨床研修病院の指定を受ける。
- 2005年2月 - 腎移植センターが西日本支部基幹移植検査センターの指定を受ける。
- 2019年1月 - 西宮市立中央病院の統合再編に関する基本協定書案がまとまり、県営としてアサヒビール西宮工場を跡地に建設することが決まった[2]。早ければ2025年にも開院する[2]。
- 2026年7月1日 - 西宮市立中央病院と当院の統合再編により、新たに「兵庫県立西宮総合医療センター（仮称）」として開業する予定[1]。

## 診療科
- 内科
- 循環器内科
- 腎臓内科
- 血液内科
- 消化器内科
- 小児科
- 外科
- 消化器外科
- 乳腺外科
- 脳神経外科
- 整形外科
- 泌尿器科
- 産婦人科
- 救急科
- 眼科
- 耳鼻咽喉科
- リハビリテーション科
- 放射線科
- 麻酔科
- 病理診断科

## 医療機関の指定・認定
（下表の出典）
| 保険医療機関                           | 労災保険指定医療機関                           |
| 指定自立支援医療機関（更生医療）       | 救命救急センター                               |
| 指定自立支援医療機関（育成医療）       | 臨床研修病院                                   |
| 指定自立支援医療機関（精神通院医療）   | 身体障害者福祉法指定医の配置されている医療機関 |
| 生活保護法指定医療機関                 | 指定養育医療機関                               |
| 指定療育機関                           | 指定小児慢性特定疾病医療機関                   |
| 特定疾患治療研究事業委託医療機関       | 戦傷病者特別援護法指定医療機関                 |
| 原子爆弾被害者一般疾病医療取扱医療機関 | DPC対象病院                                    |
| 公害医療機関                           | 母体保護法指定医の配置されている医療機関       |
| 地域医療支援病院                       |                                                |

- 公益財団法人日本医療機能評価機構認定病院[4]
- このほか、各種法令による指定・認定病院であるとともに、各学会の認定施設でもある。

## 外来診療日
- 月～金曜日
  - 全科…初診（午前8：30～11：00）急病の患者はこの限りではない

## 事案
- 2020年9月：急性胆のう炎で緊急入院した女性患者が胆のうの全摘出手術を受けた際、体内に切除部位を入れるポリエチレン袋（縦12センチ、横8センチ）を残す医療ミスがあった。男性執刀医が1時間後に気付き、再手術して取り除いた。女性の健康状態に問題はないという[5]。
- 2020年：2012年8月から放射線診断医を適切に厚生労働省へ届け出ず、不適切な診療報酬加算を受けていたことが分かった。この件で、無届けの医師による画像診断で病院に支払われた診療報酬の加算分が、少なくとも5千万円に上ることが2021年3月13日、同病院への取材で分かったと報道された。病院は厚労省近畿厚生局の指示に基づき返還手続きを進めているが、2015年2月に電子カルテを更新する以前の分を合わせると総額はさらに膨らむものの、更新前の電子カルテはサーバーが故障しデータが復元できない状態という。病院は「金額を特定するのは困難」としている[6]。

## 交通アクセス
- 西宮駅 (阪神)の「市役所口」から徒歩2分。
- 西宮駅 (JR西日本)から徒歩10分、またはタクシー・バスで4～5分。
- 阪神バス県立西宮病院前バス停から徒歩1～2分。
- 阪急バス、さくらやまなみバス西宮市役所前バス停から徒歩4～5分。